# مزرعه علی پیش‌آهنگ
مزرعه علی پیش‌آهنگ یک روستا در ایران است که در دهستان زیارت (دشتستان) واقع شده‌است.